# Elatostema baviense
Elatostema baviense är en nässelväxtart som beskrevs av François Gagnepain. Elatostema baviense ingår i släktet Elatostema och familjen nässelväxter. Inga underarter finns listade i Catalogue of Life.